# A Woman's Past
A Woman's Past er en amerikansk stumfilm fra 1915 produceret af Fox Film Corporation og instrueret af Frank Powell.
Filmens manuskript er skrevet af Rex Ingram og er baseret på et skuespil af Captain John King.
Filmen anses som tabt.

## Medvirkende
- Clifford Bruce som Wilson Stanley.
- Alfred Hickman som Howard Sterling / Harrison.
- Carleton Macy som Denton Colt.
- Nance O'Neil som Jane Hawley.